# Florence (miasto w Wisconsin)
Florence – miasto w Stanach Zjednoczonych, w stanie Wisconsin, w hrabstwie Florence.